# Collège de Genève
Ne doit pas être confondu avec Collège Calvin ou Calvin College.
Le Collège de Genève est la filière postobligatoire du secondaire II qui prépare à l'examen de maturité. Elle fait suite au cycle d'orientation. Les établissements dispensant une formation gymnasiale constituent le collège de Genève. Chaque établissement a sa propre organisation.

## Histoire

### Le collège de Rive
À la demande du Conseil Général, le premier collège public gratuit, le Collège de Rive est fondé en 1429 par François de Versonnex, riche commerçant et syndic,. Cette première institution fonctionnera jusqu'en 1459.

### L'académie de Genève
Cette année là, Jean Calvin crée l'académie de Genève qui fournit un enseignement secondaire et supérieur,,. Les cours sont données dans le bâtiment historique de Saint-Antoine. Celui-ci connait plusieurs agrandissements avec la construction de bâtiments annexes.
La filière d'enseignement supérieur sera ensuite reprise par l'Université de Genève dès sa fondation en 1872.

### AuXXesiècle
En 1962, avec la création du cycle d'orientation, la filière inférieure du secondaire, qui couvre les trois premières années qui suivent l'école primaire, sera elle aussi confiée à une institution indépendante. C'est aussi l'année de la création du Collège du soir.
À la fin de la décennie 1960 le collège de Genève passe cesse d'être une institution centrée sur un seul établissement. En 1969 Le bâtiment historique de Saint-Antoine est renommé Collège Calvin. Cette même année le Collège de Genève devient. Jusqu'à cette date les jeunes filles suivaient l'enseignement de l'École supérieure de jeunes filles fondée en 1847. L'école ferme en 1969 et le bâtiment édifié en 1910-1914 est réaffecté et accueille le collège Voltaire. Un nouvel établissement, le Collège Rousseau est construit dans le secteur du Petit-Saconnex. Il y a deux nouveautés majeures lors de la rentrée 1969.
Cette nouvelle organisation oblige à organiser la répartition des élèves en définissant des zones de recrutement géographique. La population exprime un fort attachement à l'ancienne institution, la décision est donc prise de maintenir le nom "Collège de Genève" pour désigner la filière du secondaire II à Genève au lieu d'utiliser l'appellation "gymnase, usuelle dans d'autres cantons romands .

## Bases légales
L'accès aux études supérieures n'est pas règlementé avant le XIXe siècle. Les cantons étant autonomes dans l'organisation de la formation, c'est avec la création d'un examen fédéral de médecine en 1880 qu'est introduite la première règlementation fédérale. Différentes étapes de consultation aboutirent à la publication en 1925 de l'Ordonnance sur la reconnaissance des certificats de maturité gymnasiale. Ce document règle la reconnaissance mutuelle des différents diplômes cantonaux .
Au niveau cantonal, le cadre légal est déterminé par la Loi sur l'instruction publique, le Règlement de l'enseignement secondaire II et tertiaire B ainsi que le Règlement relatif à la formation gymnasiale au collège de Genève. Ce règlement fixe en particulier « l’admission et la promotion des élèves, les conditions d’examens et d’obtention des titres ».

## Organisation
Le collège de Genève compte 11 établissements.
- Collège et École de commerce André-Chavanne
- Collège Calvin
- Collège Claparède
- Collège de Candolle
- Collège de Saussure
- Collège et École de commerce Emilie-Gourd
- Collège et École de culture Générale Madame-de-Staël
- Collège pour adultes Alice-Rivaz
- Collège Rousseau
- Collège Sismondi
- Collège Voltaire

## Galerie

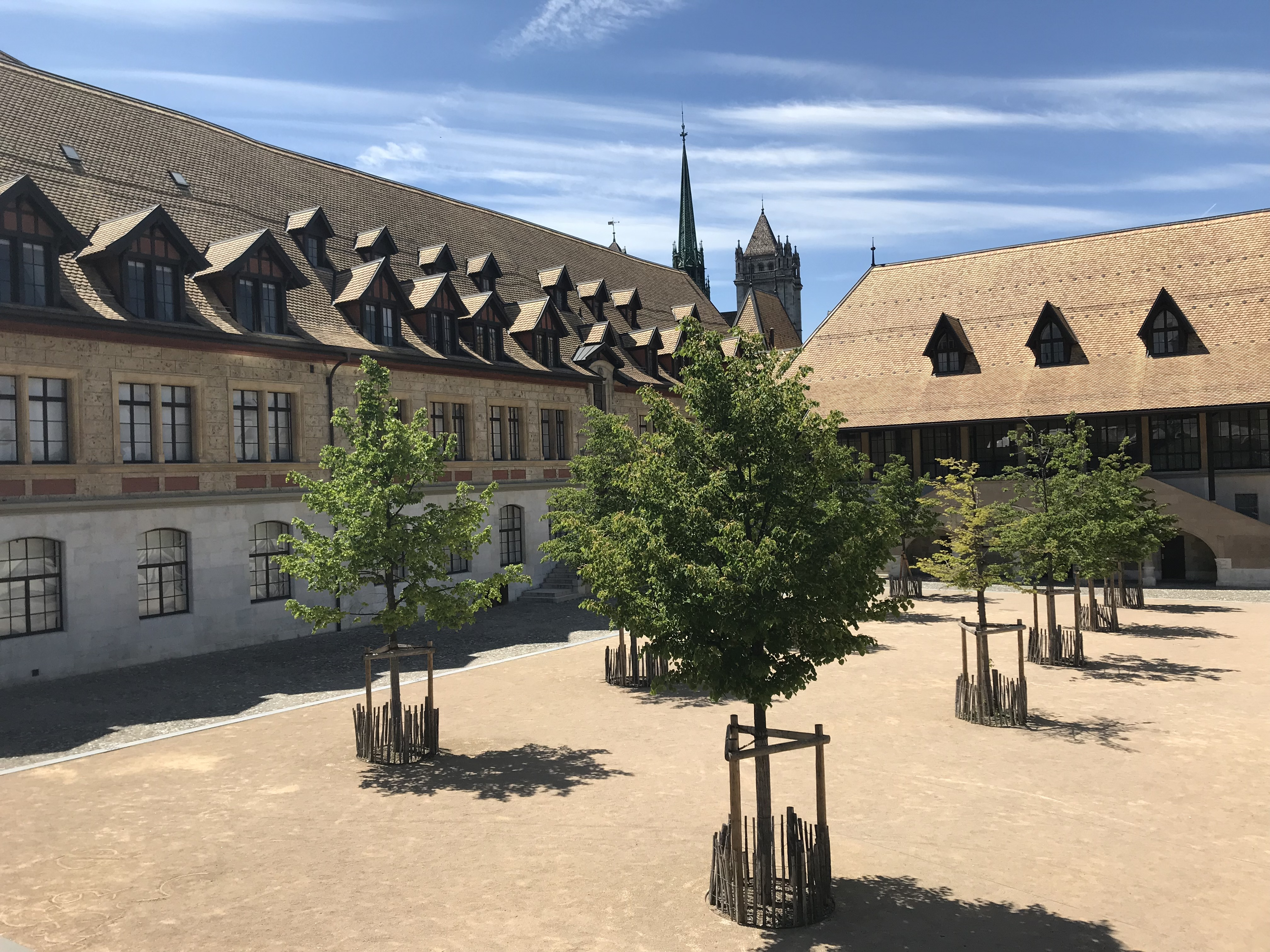
Cour du Collège Calvin
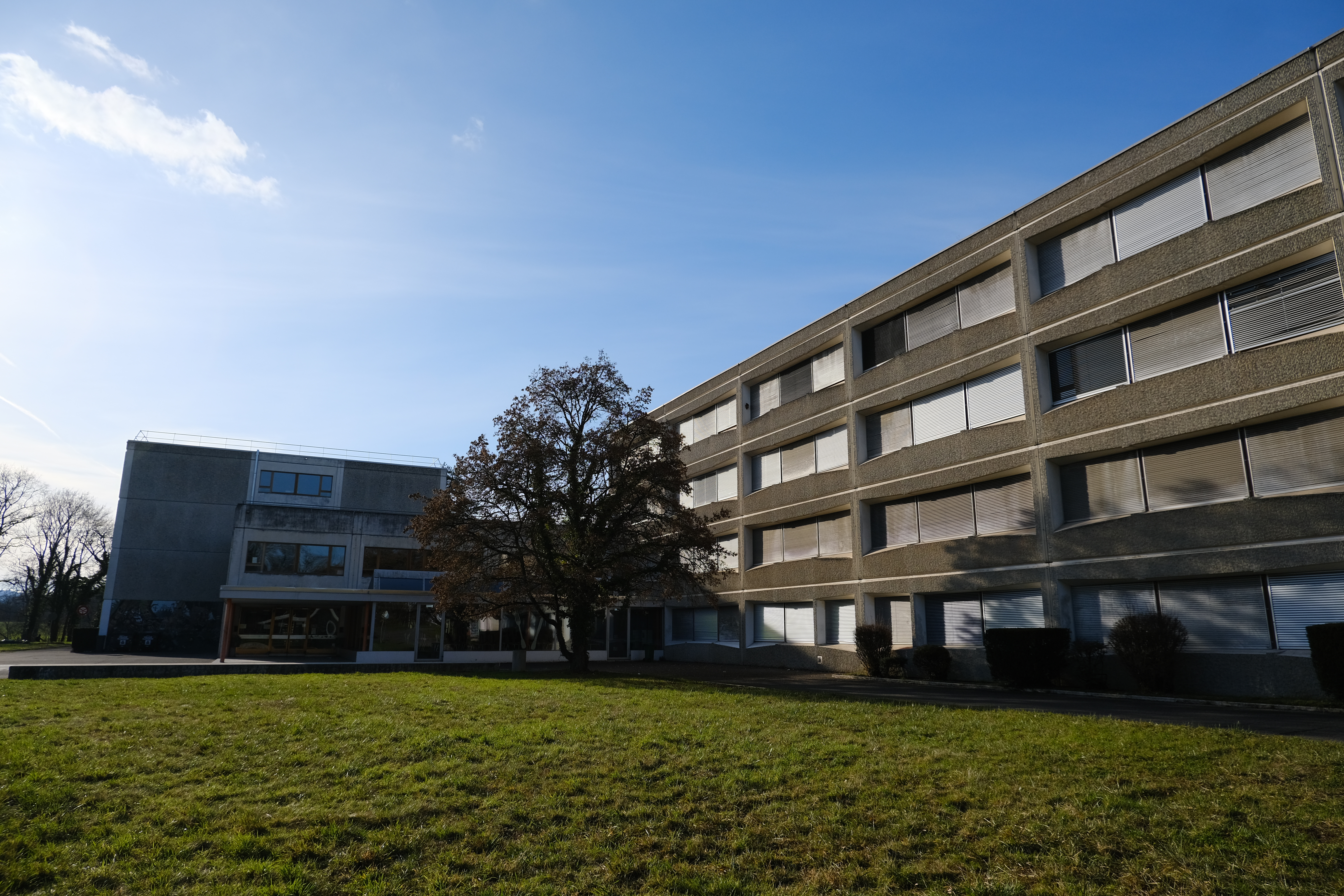
Collège Claparède

#### Législation cantonale
- Règlement relatif à la formation gymnasiale au collège de Genève (RGymCG)
- Département de l'instruction publique, de la formation et de la jeunesse (DIP)

#### Législation fédérale
- Ordonnance sur la reconnaissance des certificats de maturité gymnasiale
- Ordonnance sur l’examen suisse de maturité